# Koněprusy
Koněprusy es una localidad del distrito de Beroun en la región de Bohemia Central, República Checa, con una población estimada a principio del año 2018 de 245 habitantes. 
Se encuentra ubicada al oeste de la región y de Praga, en la cuenca hidrográfica del río Berounka —un afluente izquierdo del río Moldava—, y cerca de la frontera con la región de Pilsen.

## Lugares de interés
Koněprusy es conocida por las cuevas de Koněprusy. El sistema de cuevas de tres pisos con una elevación de 70 metros tiene más de 2 kilómetros de pasillos y es el sistema de cuevas más largo de Bohemia.